# La fête est finie (album)
Pour les articles homonymes, voir La fête est finie.
Albums de Orelsan
Comment c'est loin : L'Album du film
(2015) Civilisation
(2021)
Singles
1. Basique
Sortie : 20 septembre 2017
2. Tout va bien
Sortie : 15 novembre 2017
3. Défaite de famille
Sortie : 28 février 2018
4. La Pluie
Sortie : 12 avril 2018
5. Christophe
Sortie : juin 2018
6. Paradis
Sortie : 8 octobre 2018
7. Rêves bizarres
Sortie : 14 novembre 2018
8. Discipline
Sortie : 4 février 2019
9. Tout ce que je sais
Sortie : 19 février 2019
10. Dis moi
Sortie : 9 mai 2019
11. Fantômes
Sortie : 16 novembre 2019

La fête est finie est le troisième album studio du rappeur français Orelsan, sorti le 20 octobre 2017 sur les labels 3e bureau et Wagram.
Il comprend initialement quatorze titres et six singles, dont les plus emblématiques sont Basique, sorti le 20 septembre 2017, un mois avant la sortie de l'album, et Défaite de famille, sorti le 28 février 2018. Le 15 novembre 2018 sort une réédition augmentée de l'album baptisée Épilogue et ajoutant onze titres supplémentaires dont quatre singles.
L'album connaît un succès critique autant que commercial. Il se classe à la première place des charts français et wallons et se voit certifié disque d'or seulement trois jours après sa sortie. L'album est récompensé aux Victoires de la musique dans la catégorie du meilleur album de musique urbaine. Au mois de juin 2018, il est certifié disque de diamant. Tous les titres présents sur l'album sont aujourd'hui certifiés.

## Historique
L'album est annoncé via le clip de Basique qui rencontre un grand succès sur Internet. Tourné en plan-séquence par un drone en Ukraine, il dévoile la date de sortie de l'album, 20 octobre 2017, formée à partir des figurants du clip.
Les photos qui serviront pour la couverture de l'album et le livret qui l'accompagne sont réalisées dans la nuit du 29 au 30 août 2017 dans le métro de Toulouse, à la station Ramonville.
Orelsan sort le 15 novembre 2017 un clip pour son titre Tout va bien, réalisé par Greg et Lio et produit par Stromae et Skread, également auteurs de la musique. Dedans, le chanteur tente d'expliquer à un enfant que le monde est heureux, pour lui cacher la misère, la pauvreté et la guerre,.
En octobre 2018, le clip de Paradis est dévoilé. Le rappeur, qui réalise lui-même le clip, y apparait aux côtés de Golshifteh Farahani. Il collabore ici avec son coréalisateur de Comment c'est loin, Christophe Offenstein, ainsi qu'avec le mangaka Keiichi Koike.
Le 12 novembre 2018, Orelsan annonce qu'une réédition de l'album sort le 15 novembre, nommée Épilogue. Elle ajoute onze titres inédits à La fête est finie dont la chanson Mes grands-parents qu'il avait déjà interprétée au micro de France Inter,. Il sort à l'occasion un nouveau single, Rêves bizarres, en featuring avec Damso.

## Liste des pistes
| La fête est finie | La fête est finie                   | La fête est finie                             | La fête est finie           | La fête est finie | La fête est finie | La fête est finie | La fête est finie | La fête est finie | La fête est finie |
| No                | Titre                               | Auteur                                        | Producteur(s)               | Durée             |                   |                   |                   |                   |                   |
| ----------------- | ----------------------------------- | --------------------------------------------- | --------------------------- | ----------------- | ----------------- | ----------------- | ----------------- | ----------------- | ----------------- |
| 1.                | San                                 | Aurélien Cotentin                             | Skread                      | 4:02              |                   |                   |                   |                   |                   |
| 2.                | La fête est finie                   | A. Cotentin                                   | Skread                      | 3:03              |                   |                   |                   |                   |                   |
| 3.                | Basique                             | A. Cotentin                                   | Skread                      | 2:43              |                   |                   |                   |                   |                   |
| 4.                | Tout va bien                        | A. Cotentin                                   | Skread, Stromae             | 2:29              |                   |                   |                   |                   |                   |
| 5.                | Défaite de famille                  | A. Cotentin                                   | Skread, Phazz               | 3:43              |                   |                   |                   |                   |                   |
| 6.                | La Lumière                          |                                               | Skread, Phazz               | 3:13              |                   |                   |                   |                   |                   |
| 7.                | Bonne meuf                          | A. Cotentin                                   | Orelsan                     | 2:03              |                   |                   |                   |                   |                   |
| 8.                | Quand est-ce que ça s'arrête ?      |                                               | Vladimir Cauchemar          | 2:57              |                   |                   |                   |                   |                   |
| 9.                | Christophe (feat. Maître Gims)      | A. Cotentin, Gandhi Djuna                     | Skread, Phazz               | 2:46              |                   |                   |                   |                   |                   |
| 10.               | Zone (feat. Nekfeu & Dizzee Rascal) | A. Cotentin, Ken Samaras, Dylan Kwabena Mills | Skread                      | 4:46              |                   |                   |                   |                   |                   |
| 11.               | Dans ma ville, on traîne            |                                               | Skread, Phazz               | 4:00              |                   |                   |                   |                   |                   |
| 12.               | La Pluie (feat. Stromae)            | A. Cotentin, Paul Van Haver                   | Stromae                     | 2:55              |                   |                   |                   |                   |                   |
| 13.               | Paradis                             | A. Cotentin                                   | Vladimir Cauchemar, Orelsan | 3:49              |                   |                   |                   |                   |                   |
| 14.               | Notes pour trop tard (feat. Ibeyi)  | A. Cotentin, Ibeyi                            | Skread                      | 7:34              |                   |                   |                   |                   |                   |
| 50:03             |                                     |                                               |                             |                   |                   |                   |                   |                   |                   |

| Épilogue | Épilogue                                       | Épilogue                                 | Épilogue                                  | Épilogue | Épilogue | Épilogue | Épilogue | Épilogue | Épilogue |
| No       | Titre                                          | Auteur                                   | Producteur(s)                             | Durée    |          |          |          |          |          |
| -------- | ---------------------------------------------- | ---------------------------------------- | ----------------------------------------- | -------- | -------- | -------- | -------- | -------- | -------- |
| 1.       | Fantômes                                       | Aurélien Cotentin                        | Martin Tigvall, Phazz, Skip Sounds        | 2:38     |          |          |          |          |          |
| 2.       | Tout ce que je sais (feat. Cordae)             | A. Cotentin, Cordae Amari Dunston        | Skread                                    | 2:57     |          |          |          |          |          |
| 3.       | La famille, la famille                         | A. Cotentin                              | Skread                                    | 3:31     |          |          |          |          |          |
| 4.       | Mes grands-parents                             | A. Cotentin                              | Colette Magny                             | 2:36     |          |          |          |          |          |
| 5.       | Tout va bien (remix) (feat. Eugy & Kojo Funds) | A. Cotentin, Eugene Entsir, Errol Bellot | Skread, Stromae                           | 2:29     |          |          |          |          |          |
| 6.       | Discipline                                     | A. Cotentin                              | Skread                                    | 2:46     |          |          |          |          |          |
| 7.       | Adieu les filles                               | A. Cotentin                              | Édouard Ardan, Manu Dyens, Phazz, Orelsan | 1:46     |          |          |          |          |          |
| 8.       | Excuses ou mensonges                           | A. Cotentin                              | Phazz                                     | 3:02     |          |          |          |          |          |
| 9.       | Dis-moi                                        | A. Cotentin                              | Skread, Phazz                             | 3:18     |          |          |          |          |          |
| 10.      | Rêves bizarres (feat. Damso)                   | A. Cotentin, William Kalubi              | Skread                                    | 3:32     |          |          |          |          |          |
| 11.      | Épilogue                                       | A. Cotentin                              | Skread                                    | 4:51     |          |          |          |          |          |
| 83:29    |                                                |                                          |                                           |          |          |          |          |          |          |

Notes
- Notes pour trop tard contient un sample de Greed de l'anime Haikyū!![10].
- Mes grands-parents contient un sample de la musique J'ai Suivi Beaucoup De Chemins de Colette Magny[11].

### Clips
| La fête est finie                      | La fête est finie          | La fête est finie     | La fête est finie |
| Titre                                  | Réalisateur                | Vues                  | Date de sortie    |
| -------------------------------------- | -------------------------- | --------------------- | ----------------- |
| Basique                                | Greg et Lio                | 110 483 000 (YouTube) | 20 septembre 2017 |
| Tout va bien                           | Greg et Lio                | 50 784 000 (YouTube)  | 15 novembre 2017  |
| Défaite de famille                     | Christophe Offenstein      | 37 093 000 (YouTube)  | 28 février 2018   |
| La pluie (feat. Stromae)               | Paul, Luc et Martin        | 84 450 000 (YouTube)  | 11 avril 2018     |
| Paradis                                | Orelsan                    | 21 722 000 (YouTube)  | 8 octobre 2018    |
| Épilogue                               |                            |                       |                   |
| Rêves bizarres (feat. Damso)           | Adrien Lagier & Ousmane Ly | 62 946 000 (YouTube)  | 14 novembre 2018  |
| Discipline                             | Adrien Lagier & Ousmane Ly | 8 020 000 (YouTube)   | 4 février 2019    |
| Tout ce que je sais (feat. YBN Cordae) | Simon David                | 4 510 000 (YouTube)   | 19 février 2019   |
| Dis moi                                | Orelsan                    | 8 690 000 (YouTube)   | 9 mai 2019        |
| Fantômes                               | Luke Monaghan              | 2 818 000 (YouTube)   | 16 novembre 2019  |

## Accueil

### Commercial
L'album est certifié disque d'or en seulement trois jours, avec 50 000 ventes, puis disque de platine une semaine après sa sortie, avec plus de 100 000 ventes,. En novembre, soit à peine un mois après sa sortie, il est certifié double disque de platine en cumulant plus de 200 000 ventes. Le 22 décembre 2017, soit deux mois et deux jours après sa sortie, l'album est certifié triple disque de platine avec plus de 300 000 ventes. Il est, depuis le 29 juin 2018, certifié disque de diamant avec plus de 500 000 exemplaires écoulés. En 2023, il a été admis que cet album a franchi le cap du million d'exemplaires vendu et donc certifié double diamant.

### Critique
La fête est finie est bien accueilli dans la presse. Azzedine Fall des Inrockuptibles explique qu'Orelsan décrit « à la perfection la mélancolie contagieuse d’un rappeur de 35 piges, pas encore décidé à vieillir ». La journaliste Myriam Perfetti de Marianne résume que le « rappeur, autrefois comparé à Eminem, est de loin le plus sarcastique et le plus piquant de sa génération ». Le journal Le Point qualifie l'album de « bijou d'autodérision sur la difficulté à devenir un homme ». Rolling Stone écrit que Orelsan « s’est transformé en un poète des temps modernes qui allie avec talent une musique implacable à des paroles résonnantes de vérité ».

## Classements et certifications

### Classements
| Classement (2017)            | Meilleure position |
| ---------------------------- | ------------------ |
| Belgique (Flandre Ultratop)  | 36                 |
| Belgique (Wallonie Ultratop) | 1                  |
| France (SNEP)                | 1                  |
| Suisse (Schweizer Hitparade) | 2                  |

### Certification
| Région | Certification | Ventes/Streams |
| --- | ------------- | -------------- |
| France (SNEP) | 2 × Diamant   | 1 000 000      |
| Belgique (BEA) | Or            | 10 000         |
| *Ventes selon la certification ^Mise en rayon selon la certification xNon précisé par la certification ‡ventes/streaming selon la certification |               |                |

## Distinctions
Orelsan remporte en 2018 la Victoire du meilleur album de musique urbaine aux 33e cérémonie des Victoires de la musique pour La fête est finie, face à La Vraie Vie de Bigflo et Oli et Flip de Lomepal. Il obtient également la Victoire de la réalisation audiovisuelle pour le clip vidéo de Basique, réalisé par Greg et Lio, et celle de l'artiste masculin de l'année.

## Titres certifiés en France

### Édition standard
Tous les morceaux de l'album sont certifiés.
- San  Diamant[29]
- La fête est finie  Diamant[29]
- Basique  Diamant[29]
- Tout va bien  Diamant[29]
- Défaite de famille  Diamant[29]
- La Lumière  Or[29]
- Bonne meuf  Platine[29]
- Quand est-ce que ça s'arrête ?  Platine[29]
- Christophe (feat. Gims)  Or[29]
- Zone (feat. Nekfeu et Dizzee Rascal)  Platine[29]
- Dans ma ville, on traîne  Platine[29]
- La Pluie (feat. Stromae)  Diamant[29]
- Paradis  Diamant[29]
- Notes pour trop tard (feat. Ibeyi)  Diamant[29]

### Épilogue
- Dis-moi Or[29]
- Adieu les filles  Or[29]
- Rêves bizarres (feat. Damso)  Diamant[29]
- Epilogue  Or[29]

## Crédits

### Première édition
- Orelsan : auteur-interprète, réalisation (7, 13), compositeur (7, 13)[1]
- Skread : compositeur, synthés, percussions et programmation (1 à 6, 9 à 11, 14), synthé et basse (5), mixage (3), réalisation
- Nikola Feve « NK.F » : mixage et mastering
- Dan Edinberg : guitare (2),
- Stromae : compositeur, synthés, percussions et programmation (4, 12), auteur-interprète (12), réalisation
- Phazz : réalisation, drums et synthés (6), percussions et basses additionnels (5, 6, 9), violon additionnel (11)
- Guillaume Brière : compositeur, programmation et réalisation (8, 13)
- Gims (anciennement Maître Gims) : auteur-interprète (9)
- Nekfeu : auteur-interprète (10)
- Dizzee Rascal : auteur-interprète (10)
- Édouard Ardan : guitare additionnelle (12)
- Ibeyi (Lisa-Kaindé et Naomi Diaz) : chant (14)

### RééditionÉpilogue
- YBN Cordae : auteur-interprète (2)
- Eugy : auteur-interprète (5)
- Kojo Funds : auteur-interprète (5)
- Damso : auteur-interprète (10)